# رعاديات
رعاديات (الاسم العلمي: Torpedinidae)، فصيلة من الشفنينيات تضم 22 نوعًا من الشفنين المُكهرب.
وهي أسماك غضروفية مسطحة تولد الكهرباء لدفاع وصيد الفرائس. تقطن أنواعه القيعان وهي بطيئة الحركة.